# Sebastián Sánchez
Sebastián Sánchez, vollständiger Name Álvaro Sebastián Sánchez Burgos, (* 4. April 1989 in Tacuarembó) ist ein uruguayischer Fußballspieler.

## Karriere
Der 1,77 Meter große Mittelfeld- bzw. Offensivakteur Sánchez steht seit der Saison 2008/09, in der er ein Ligator erzielte, in Reihen des norduruguayischen Vereins Tacuarembó FC. Er absolvierte in den Spielzeiten 2009/10 und 2010/11 23 bzw. 21 Erstligaspiele und traf jeweils zweimal ins gegnerische Tor. In der Saison 2013/14 wurde er mit Tacuarembó Meister der Segunda División und trug dazu mit zehn Zweitligaeinsätzen und einem Tor bei. In der Spielzeit 2014/15 wurde er sechsmal (ein Tor) in der Primera División eingesetzt. Nach dem Abstieg am Saisonende sind weitere Einsätze oder eine Kaderzugehörigkeit bislang (Stand: 2. Oktober 2016) nicht verzeichnet.